# Charlotte Bühl-Gramer
Charlotte Bühl-Gramer (* 1963 in Nürnberg) ist eine deutsche Geschichtsdidaktikerin.

## Leben und Wirken
Sie studierte Deutsch, Geschichte und Italienisch für Lehramt an Gymnasien an der Universität Erlangen-Nürnberg (FAU). Von 1995 bis 2001 war sie wissenschaftliche Assistentin am Lehrstuhl für Bayerische und Fränkische Landesgeschichte und Didaktik der Geschichte an der Universität Bayreuth (Rudolf Endres). Nach der Promotion 2002 an der Kulturwissenschaftlichen Fakultät Bayreuth in Bayerischer Landesgeschichte lehnte sie 2009 einen Ruf an die Universität Duisburg-Essen auf den Lehrstuhl Didaktik der Geschichte ab. Von 2001 bis 2010 war sie Akademische Rätin am Lehrstuhl Didaktik der Geschichte an der FAU. Seit 2010 ist sie Inhaberin des Lehrstuhls für Didaktik der Geschichte an der Universität Erlangen-Nürnberg.
Schwerpunkte ihrer wissenschaftlichen Tätigkeit sind Geschichtsdidaktik, Erinnerungskultur und fränkische Landesgeschichte. Sie ist Vorsitzende des Wissenschaftlichen Beirats „Historischer Ort ehemaliges Reichsparteitagsgelände“. Zudem hat sie seit 2021 den Vorsitz im Verein für Geschichte der Stadt Nürnberg inne.
2023 wurden ihre Verdienste anlässlich ihres sechzigsten Geburtstag mit der Festschrift „Positionen, Projekte, Perspektiven. Zwischen Geschichtsdidaktik und fränkischer Kulturgeschichte“ gewürdigt.

## Schriften (Auswahl)
- Nürnberg 1850 bis 1892. Stadtentwicklung, Kommunalpolitik und Stadtverwaltung im Zeichen von Industrialisierung und Urbanisierung. Nürnberg 2003, ISBN 3-87432-139-8.
- mit Wolfgang Hasberg und Susanne Popp (Hrsg.): Antike – Bilder – Welt. Forschungserträge internationaler Vernetzung. Elisabeth Erdmann zum 70. Geburtstag. Schwalbach am Taunus 2013, ISBN 3-89974-926-X.
- mit Thomas Sandkühler, Anke John, Astrid Schwabe und Markus Bernhardt (Hrsg.): Geschichtsunterricht im 21. Jahrhundert. Eine geschichtsdidaktische Standortbestimmung. Göttingen 2018, ISBN 3-8471-0891-3.
- Perspektivenwechsel. Das ehemalige Reichsparteitagsgelände aus der Sicht von Besucherinnen und Besuchern. Nürnberg 2019, ISBN 978-3-9817369-3-9.